# Himertula marmorata
Himertula marmorata är en insektsart som först beskrevs av Brunner von Wattenwyl 1891.  Himertula marmorata ingår i släktet Himertula och familjen vårtbitare. Inga underarter finns listade i Catalogue of Life.